# Mpama (vattendrag i Burundi, Muyinga)
Mpama är ett vattendrag i Burundi.   Det ligger i provinsen Muyinga, i den norra delen av landet, 130 kilometer nordost om huvudstaden Bujumbura.
I omgivningarna runt Mpama växer huvudsakligen savannskog. Runt Mpama är det ganska tätbefolkat, med 96 invånare per kvadratkilometer.